# Wisznice
Wisznice è un comune rurale polacco del distretto di Biała Podlaska, nel voivodato di Lublino.
Ricopre una superficie di 173 km² e nel 2006 contava 5 199 abitanti.